# AOL Explorer
AOL Explorer (ранее — AOL Browser) — приложение, которое представляет собой графический веб-браузер, основанный на движке Microsoft Trident. Программа разрабатывалась компанией AOL. В июле 2005 года запустила проект AOL Explorer для бесплатной загрузки, а в качестве дополнительной загрузки проект AIM версии 5.9. AOL Explorer поддерживает работу с вкладками.

## История выпусков
В ноябре 2005 года последовала следующая версия под индексом 1.1, она содержала небольшие исправления ошибок и недочётов. Версия 1.2 была практически идентична предыдущей версии, но в неё были включены две новые функциональные особенности, в числе которых поддержка табов и RSS-виджеты из Избранного. Когда пользователь осуществлял нажатие на кнопке «Tab Explorer», эскиз предварительного просмотра каждой вкладки отображался в полноэкранном режиме. Пользователь мог щёлкнуть на одну из кнопок предварительного просмотра, чтобы получить моментальный доступ к странице. Подобную функцию Microsoft включила только в Internet Explorer 7 и назвала эту технологию «Quick Tabs».
Версия 1.5 была запущена в мае 2006 года. Она включала много новых возможностей, таких как Desktop Widgets, Визуальные Темы, Новостные Ленты Screensaver, а также разнообразные улучшения всей производительности программы. Desktop Widgets позволяли пользователю отделить боковую панель и использовать её независимо от самого браузера, эта панель останётся доступной даже после того, как браузер AOL Explorer будет закрыт. Ещё одной новой особенностью до версии 1.5 является функция «Show Page Preview», которая позволяет пользователю просматривать веб-страницы не закрывая или не выходя с текущей. Для осуществления подобного нужно просто удерживать клавишу CTRL и щелкнуть правой кнопкой мыши по ссылке. Особенность будет очень полезной, когда имеется уже большое количество ссылок на странице (или при поиске).
В 2003 году компания AOL подписала 7-летний контракт с Microsoft, чтобы использовать движок Internet Explorer в собственных программных продуктах (именно AOL Explorer его использовал). Благодаря этому пользователи могли использовать AOL Explorer для загрузки и установки Microsoft Update. Однако, AOL Explorer не использует Bing в качестве поисковой системы по умолчанию, в отличие от Internet Explorer. Дальнейшая будущая разработка и поддержка AOL Explorer после истечения контракта остаётся неизвестной. На данный момент компания AOL является владельцем корпорации Netscape Communications, которая опубликовала, ныне неразрабатываемой, исходные коды серии браузеров Netscape в Интернете.

## Доступность
На данный момент браузер AOL Explorer доступен для загрузки, его можно скачать как независимо, так и с упакованным пакетом AIM Triton. Когда AOL Explorer запускается в первый раз, он спрашивает, хочет ли пользователь сделать его браузером по умолчанию в системе, а также предлагает пользователям установить AIM. Эти функции являются необязательными и могут быть отклонены.
Версия 1.5 была последней до настоящего времени. Хотя браузер не развивается, он всё ещё может быть загружен. Развитие было остановлено в пользу AOL OpenRide, который в свою очередь сменил AOL Desktop.

## Отзывы
AOL Explorer получил 4 из 5 звёзд от журнала PC Magazine в 2005 году. О нём было сказано, что даже преданные пользователи Firefox хлопали в ладоши AOL Explorer, восхищаясь его элегантностью и простоте вращения. Хотя стоит заметить, что в той же статье браузер подвергся критике. В числе минусов был антишпионский инструмент, в котором не работают ряд некоторых особенностей, что делает браузер восприимчивым к Adware, а также вторжению Spyware, но по умолчанию браузер отключает местное управление ActiveX и JavaScript. Также отсутствовала функция импорта «Избранного» из Firefox и Opera, а также не поддерживались панели инструментов Internet Explorer.